# 恭城武庙
24°50′03″N 110°49′18″E / 24.83417°N 110.82167°E
恭城武庙，位于中国广西壮族自治区恭城瑶族自治县西山南麓，1994年7月8日为第四批广西壮族自治区文物保护单位，2006年作为“恭城古建筑群”之一被列为第六批全国重点文物保护单位。
恭城武庙在恭城文庙西侧，始建于明万历三十一年（1603年），清同治元年（1862年）重修，主要建筑有戏台、雨亭、前殿、正殿、后殿，正殿供奉关羽，后殿供奉妈祖和九子娘娘。
- 武庙全貌，远处为文庙
- 武庙全貌
- 倒座戏台和雨亭
- 倒座戏台藻井
- 雨亭和前殿
- 正殿
- 正殿供奉关羽
- 后殿
- 后殿供奉妈祖和九子娘娘
- 正殿脊饰
- 正殿脊饰
- 正殿脊饰